# Кашина Легората-Дурацо (Милано)
Кашина Легората-Дурацо је насеље у Италији у округу Милано, региону Ломбардија.
Према процени из 2011. у насељу је живело 52 становника. Насеље се налази на надморској висини од 133 м.